# Pote asturiano
El pote asturiano es el cocido más tradicional de la cocina asturiana. Es un plato de gran sabor que suele prepararse en un pote u olla, de ahí su nombre, en época de matanza, y durante el otoño e invierno principalmente.

## Características
Es un cocido que lleva principalmente berzas, patatas, ocasionalmente fabes y diferentes productos del cerdo, especialmente compango. Suele prepararse con diferentes tipos de verduras: berzas , patatas, y embutidos como el chorizo asturianos (con un sabor intenso a ahumado y a pimentón), morcilla asturianas, panceta, xuanucu, butiellu,  así como diferentes partes del mismo como oreja, careta y/o rabo de cerdo, estos embutidos se les suele denominar compangu.  Se suele emplear en su elaboración unas 2 a 3 horas. En algunas grandes superficies se dispone de este plato enlatado.

## Variantes
Existe otro pote que en lugar de llevar fabes se le añaden castañas (pote de castañes o también potaxe de castañes), patatas, chorizo, morcilla y tocino. No lleva verduras.

## Confusiones
Este plato suele confundirse con la fabada asturiana, ni siquiera se trata de una variante de la fabada, a pesar de poder llevar también  alubias. La principal diferencia está en el uso de verdura, el pote asturiano lleva de forma tradicional berza y patata, la fabada no.

## Preparación
[Receta de Pote Asturiano] 

- Datos: Q959721